# Малое Рогачево
Малое Рогачево — деревня в Дмитровском районе Московской области, в составе Сельского поселения Большерогачёвское. Население — 67 чел. (2010). До 1954 года — центр Мало-Рогачёвского сельсовета. В 1994—2006 годах Малое Рогачево входило в состав Большерогачёвского сельского округа.

## Расположение
Деревня расположена на северо-западе района, примерно в 24 км северо-западнее Дмитрова, на запруженной малой речке Малиновка, с левым притоком, (правом притоке реки Лбовка), высота центра над уровнем моря 144 м. На западе, севере и востоке к деревне примыкает село Рогачёво, Алешино в 0,8 км на юг.

## Население
| 2002 | 2006 | 2010 |
| ---- | ---- | ---- |
| 67   | ↗71  | ↘67  |